# Germane
Gecman là một hợp chất hóa học có công thức GeH4. Nó là hydride đơn giản nhất của germani và là một trong những hợp chất hữu ích nhất của germani. Giống như các hợp chất tương tự (silan và mêtan, gecman có cấu trúc tứ diện. Nó cháy trong không khí để sinh ra GeO2 và nước.

## Tổng hợp
Có nhiều phương pháp tổng hợp gecman trong công nghiệp. Các phương pháp này có thể phân loại thành:
(a) Phương pháp khử hóa học,
(b) Phương pháp khử điện hóa,
(c) Phương pháp dựa trên cơ sở plasma.
Phương pháp khử hóa học là sự cho tiếp xúc của các hợp chất chứa germani như germani nguyên tố, tetrachloride germani, dioxide germani, gecmanua với các tác nhân khử như borohydride natri, borohydride kali, borohydride lithi, hydride nhôm lithi, hydride nhôm natri, hydride lithi, hydride natri, hydride magiê. Phản ứng có thể thực hiện trong dung dịch lỏng hay trong dung môi hữu cơ.
Ở quy mô phòng thí nghiệm, gecman có thể điều chế bằng phản ứng của các hợp chất Ge(IV) với các tác nhân hydride. Phản ứng tổng hợp điển hình là của Na2GeO3 với borohydride natri.
Na2GeO3 + NaBH4 + H2O → GeH4 + 2 NaOH + NaBO2
Phương pháp khử điện hóa là cho một hiệu điện thế giữa catôt bằng germani kim loại trong dung dịch chất điện phân và anôt bằng các kim loại như molypđen hay cadmi. Trong phương pháp này, các khí gecman và hiđrô sinh ra tại catôt trong khi anôt có phản ứng tạo ra các oxide của molypđen hay cadmi.
Phương pháp tổng hợp bằng plasma là sự tấn công germani kim loại bằng các nguyên tử hiđrô (H) được sinh ra bằng cách dùng nguồn plasma cao tần để tạo ra gecman và digecman.

## Phổ biến
Gecman đã được phát hiện có trong khí quyển Sao Mộc.

## Sử dụng trong công nghiệp bán dẫn
Khí này bị phận hủy ở khoảng 600K sinh ra germani và hiđrô. Do tính không bền nhiệt của nó nên gecman được sử dụng trong công nghiệp bán dẫn để phát triển kết tinh phép trầm tích của germani theo các phương pháp MOVPE hay trầm tích chùm phân tử. Các tiền chất germani hữu cơ (như isobutylgermane, trichloride ankylgermani, trichloride dimetylaminogermani) đã được thử nghiệm như là các chất lỏng thay thế ít độc hại hơn thay cho germane để trầm tích các màng chứa germani theo phương pháp MOVPE.

## An toàn
Gecman là chất khí dễ cháy và khả năng tự cháy là khá cao, đồng thời độc hại với con người.